# Persicaria meisneriana
Persicaria meisneriana là một loài thực vật có hoa trong họ Rau răm. Loài này được (Cham. & Schltdl.) M. Gómez miêu tả khoa học đầu tiên năm 1896.